# Чудомир Александров
Чудомир Асенов Александров е политик от Българската комунистическа партия през 1980-те години. През 1983 – 1988 година той е неформален първи заместник на диктатора Тодор Живков в йерархията на тоталитарния режим.

## Биография
Роден е в София на 26 юли 1936 г. Завършва минно инженерство в Ленинград, след което работи в Научноизследователския институт по металургия и металообработване, където е научен сътрудник и старши научен сътрудник.
Член е на ДСНМ от 1950 г. От 1960 г. е член на Българската комунистическа партия (БКП) и постепенно се изкачва в партийната йерархия, като от 1971 г. е първи секретар на партийната организация в Димитровски район в София и заместник-председател на Съвета за научно-технически прогрес и висше образование към Градския комитет на БКП. От 1977 до 1979 г. е първи заместник-завеждащ отдел „Организационен“ при ЦК на БКП. След това оглавява окръжните организации в Старозагорски окръг (1979), първи секретар на Градския комитет на БКП в София (1979 – 1984). През 1981 – 1984 г. е секретар на ЦК на БКП.
След отстраняването на дотогавашния неформален втори човек в партийната йерархия Александър Лилов през 1983 година неговото място е заето от Чудомир Александров. През 1984 г. става първи заместник-председател на Министерския съвет, оглавяван от Гриша Филипов, и член на Политбюро на ЦК на БКП. През 1986 г. е освободен от правителството и отново става секретар на ЦК на БКП, но през 1988 г. е освободен от висшите си партийни постове заедно със Станко Тодоров. За кратко е председател на Комитета по геология (1989 – 1990).
След Десетоноемврийския пленум през 1989 г. отново влиза в ръководството на партията и е вицепремиер в първия кабинет на Андрей Луканов през 1990 г.
Чудомир Александров умира в София на 18 септември 1998 г.